# فیلم‌شناسی جکی چان

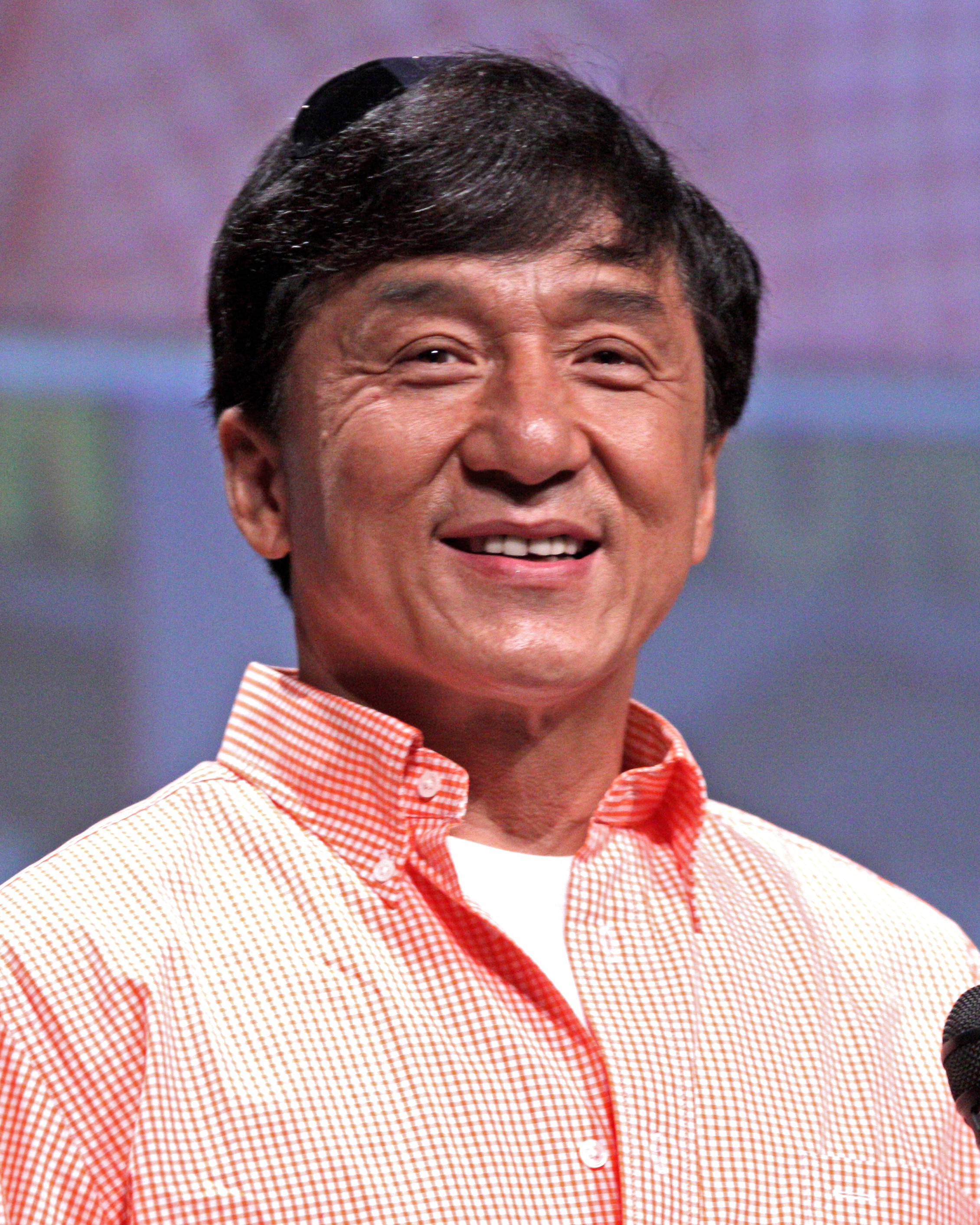
جکی چان در کامیک-کان سن دیگو، سال ۲۰۱۲

کارنامهٔ هنری جکی چان از این قرار است:
بهترین بازیگر چینی

## فیلم

### دههٔ ۱۹۶۰
| سال  | عنوان                | عنوان اصلی       | نقش  | توضیحات                                            | منابع       |
| ---- | -------------------- | ---------------- | ---- | -------------------------------------------------- | ----------- |
| ۱۹۶۲ | هفت مبارز کوچک دلیر  | 大小黄天霸       | کودک | نامش در عنوان‌بندی فیلم به‌صورت «یوئن لائو» آمده‌است. |             |
| ۱۹۶۳ | عشق ازلی             | 梁山伯與祝英台   | کودک |                                                    |             |
| ۱۹۶۳ | سنجاق زرین مو        | 碧血金釵         | کودک |                                                    |             |
| ۱۹۶۴ | داستان کین شیانگ لین | 秦香蓮           | کودک |                                                    |             |
| ۱۹۶۶ | هجده زوبین (بخش اول) | 兩湖十八鏢(上集) | کودک |                                                    | [ ۱ ]       |
| ۱۹۶۶ | هجده زوبین (بخش دوم) | 兩湖十八鏢(下集) | کودک |                                                    |             |
| ۱۹۶۶ | بیا و با من پیکی بزن | 大醉俠           | کودک |                                                    |             |
| ۱۹۶۹ | کاهن بلندپایه        | 濟公活佛         | —    | نویسنده (برای نخستین بار)                          | [ ۲ ] [ ۳ ] |

### دههٔ ۱۹۷۰
| سال  | عنوان                   | عنوان اصلی       | نقش                               | توضیحات | منابع |
| ---- | ----------------------- | ---------------- | --------------------------------- | --- | ----- |
| ۱۹۷۰ | بانوی پولادین           | 荒江女俠         | کودک گدا                          | |       |
| ۱۹۷۱ | شمشیر بی‌رحم             | 刀不留人         | دشمن                              | |       |
| ۱۹۷۱ | رودخانه خشمگین          | 鬼怒川           | نگهبان                            | |       |
| ۱۹۷۱ | اندکی ذن                | 俠女             | —                                 | بدل‌کار |       |
| ۱۹۷۲ | خشم اژدها               | 精武門           | شاگرد هو یوآن جیا                 | بدل‌کار |       |
| ۱۹۷۲ | هاپکیدو                 | 合氣             | شاگرد «خرس سیاه»                  | بدل‌کار |       |
| ۱۹۷۲ | بوکسور سنگدل            | 唐人客           | خلاف‌کار                           | بدل‌کار |       |
| ۱۹۷۲ | بازی مرگ                | 死亡遊戲         | از هواداران «های تین»             | |       |
| ۱۹۷۲ | غریبه‌ای از هنگ کنگ      | 香港過客         | —                                 | حضور افتخاری |       |
| ۱۹۷۳ | اژدها وارد می‌شود        | 龍爭虎鬥         | خلاف‌کار هم‌زندانیِ هان              | بدل‌کار نخستین حضور در یک فیلم هالیوودی                                                                                    |       |
| ۱۹۷۳ | جنبه‌های عشق             | 北地胭脂         | شیائو لیو                         | حضور افتخاری نامش در عنوان‌بندی به‌صورت «چن یوآن-لونگ» آمده‌است.                                                             |       |
| ۱۹۷۳ | بی‌هراس از مرگ           | 頂天立地         | سی تو / شی تزر                    | حضور افتخاری |       |
| ۱۹۷۳ | پلیس زن                 | 女警察           | سردستهٔ خلاف‌کارها                  | بدل‌کار کارگردان صحنه‌های اکشن (برای نخستین بار)                                                                            | [ ۲ ] |
| ۱۹۷۳ | دختر کونگ‌فوکار          | 鐵娃             | لات گردن‌کلفت ژاپنی                | بدل‌کار نامش در عنوان‌بندی به‌صورت «چن یوآن-لونگ» آمده‌است.                                                                   |       |
| ۱۹۷۳ | ببر کوچک کانتون         | 廣東小老虎       | هسیائو هو                         | نقش شخصیتی که بازی می‌کند در سال ۱۹۷۹ به «آ لونگ» تغییر یافت. کارگردان صحنه‌های اکشن                                        | [ ۲ ] |
| ۱۹۷۳ | مبارزه برای آزادی       | 碼頭大決鬥       | خلاف‌کار                           | سیاهی‌لشکر (در عنوان‌بندی نیامده) بدل‌کار کارگردان صحنه‌های اکشن                                                              | [ ۲ ] |
| ۱۹۷۳ | کمین                    | 埋伏             | سیاهی‌لشکر                         | سیاهی‌لشکر (در عنوان‌بندی نیامده) بدل‌کار                                                                                    |       |
| ۱۹۷۳ | مشت بیدارشده            | 石破天驚         | خلاف‌کار                           | سیاهی‌لشکر (در عنوان‌بندی نیامده) بدل‌کار                                                                                    |       |
| ۱۹۷۳ | پنجه تک‌شاخ              | 麒麟掌           | خلاف‌کار                           | سیاهی‌لشکر (در عنوان‌بندی نیامده) بدل‌کار                                                                                    |       |
| ۱۹۷۴ | پنجه در پنجه            | 除霸             | —                                 | سیاهی‌لشکر (در عنوان‌بندی نیامده) بدل‌کار                                                                                    |       |
| ۱۹۷۴ | نیلوفر آبی زرین         | 金瓶雙艷         | برادر یون                         | نامش در عنوان‌بندی به‌صورت «چن یوآن-لونگ» آمده‌است.                                                                          |       |
| ۱۹۷۴ | چند سوپرمن در مشرق‌زمین  | 四王一后         | سیاهی‌لشکر                         | هماهنگ‌کننده صحنه‌های بدل‌کاری (نامش در عنوان‌بندی به‌صورت «چن هِـسین» آمده‌است) کارگردان صحنه‌های اکشن                           |       |
| ۱۹۷۴ | قریهٔ ببرها              | 惡虎村           | راهزن                             | |       |
| ۱۹۷۵ | تمام اعضای خانواده      | 花飛滿城春       | هسیائو تانگ                       | |       |
| ۱۹۷۵ | غافلگیری بی‌پایان        | 拍案驚奇         | آقای چن، وزیر                     | نامش در عنوان‌بندی به‌صورت «چن یوآن-لونگ» آمده‌است.                                                                          |       |
| ۱۹۷۵ | هیمالیایی               | 密宗聖手         | از افراد تسنگ                     | |       |
| ۱۹۷۵ | اژدهایان جوان           | 鐵漢柔情         | —                                 | کارگردان صحنه‌های اکشن | [ ۲ ] |
| ۱۹۷۶ | خشم اژدهای جدید         | 新精武門之精武拳 | آ لونگ                            | |       |
| ۱۹۷۶ | رقص مرگ                 | 舞拳             | —                                 | نامش در عنوان‌بندی به‌صورت «چن یوآن-لونگ» آمده‌است. بدل‌کار هماهنگ‌کننده صحنه‌های بدل‌کاری کارگردان صحنه‌های اکشن                 | [ ۲ ] |
| ۱۹۷۶ | مردان چوبین شائولین     | 少林木人巷       | تایگر / لال کوچک                  | هماهنگ‌کننده صحنه‌های بدل‌کاری کارگردان صحنه‌های اکشن                                                                         | [ ۲ ] |
| ۱۹۷۶ | دست مرگ                 | 少林門           | تان فنگ                           | |       |
| ۱۹۷۶ | شهاب‌سنگ مرگبار          | 風雨雙流星       | وا وو-بین / تایگر / می‌تیور جاودان | هماهنگ‌کننده صحنه‌های بدل‌کاری                                                                                               |       |
| ۱۹۷۶ | کارآگاهان خصوصی         | 半斤八兩         | —                                 | بدل‌کار |       |
| ۱۹۷۷ | ۳۶ مشت‌زن مجنون          | 三十六迷形拳     | —                                 | هماهنگ‌کننده صحنه‌های بدل‌کاری کارگردان صحنه‌های اکشن حضور افتخاری                                                            | [ ۲ ] |
| ۱۹۷۷ | کشتن با توطئه           | 劍花煙雨江南     | کائو لِی                           | نامش در عنوان‌بندی به‌صورت «چن یوآن-لونگ» آمده‌است. بدل‌کار هماهنگ‌کننده صحنه‌های بدل‌کاری کارگردان صحنه‌های اکشن                 | [ ۲ ] |
| ۱۹۷۸ | اژدها می‌آید             | 蛇鶴八步         | هسو ییو فونگ                      | هماهنگ‌کننده صحنه‌های بدل‌کاری کارگردان صحنه‌های اکشن                                                                         | [ ۲ ] |
| ۱۹۷۸ | محافظان افسانه‌ای        | 飛渡捲雲山       | لُرد تینگ چونگ                     | هماهنگ‌کننده صحنه‌های بدل‌کاری کارگردان صحنه‌های اکشن                                                                         | [ ۲ ] |
| ۱۹۷۸ | مار در سایه عقاب        | 蛇形刁手         | چی‌ین فو                           | نامش در عنوان‌بندی به‌صورت «چنگ لونگ» آمده‌است. هماهنگ‌کننده صحنه‌های بدل‌کاری هماهنگ‌کننده صحنه‌های رزمی                         | [ ۵ ] |
| ۱۹۷۸ | استاد مست               | 醉拳             | وانگ فی-هونگ                      | | [ ۶ ] |
| ۱۹۷۸ | هفت ضربه مرگبار         | 拳精             | یی-لانگ                           | نامش در عنوان‌بندی به‌صورت «چن یوآن-لونگ» آمده‌است. هماهنگ‌کننده صحنه‌های بدل‌کاری کارگردان صحنه‌های اکشن                        | [ ۲ ] |
| ۱۹۷۸ | کونگ‌فوکار زبل           | 一招半式闖江湖   | استاد جیانگ                       | کارگردان صحنه‌های رزمی هماهنگ‌کننده صحنه‌های بدل‌کاری کارگردان صحنه‌های اکشن                                                   | [ ۲ ] |
| ۱۹۷۸ | دو نفر با کمربند مشکی   | 黑帶恨           | حضور افتخاری                      | |       |
| ۱۹۷۹ | کفتار بی‌باک             | 笑拳怪招         | شینگ لونگ                         | کارگردان (نخستین تجربهٔ کارگردانی) نویسنده کارگردان صحنه‌های اکشن                                                           | [ ۲ ] |
| ۱۹۷۹ | مشت اژدها               | 龍拳             | تانگ هاو-یوئن                     | کارگردان صحنه‌های اکشن | [ ۲ ] |
| ۱۹۷۹ | مبارزان جاودانه         | 百戰保山河       | —                                 | هماهنگ‌کننده صحنه‌های بدل‌کاری کارگردان صحنه‌های اکشن                                                                         | [ ۲ ] |
| ۱۹۷۹ | مشت و شکم               | 一膽二力三功夫   |                                   | حضور کوتاه در فیلم |       |
| ۱۹۷۹ | استادی با پنجه‌های شکسته | 廣東小老虎       | جکی چان                           | این فیلم از سرهم‌بندی کردن تعداد زیادی صحنه‌های کوتاه و پراکندهٔ فیلم ببر کوچک کانتون (۱۹۷۳) که اکران محدودی داشت، ساخته شد. |       |

### دههٔ ۱۹۸۰
| سال  | عنوان                             | عنوان اصلی     | نقش                                                   | توضیحات | منابع       |
| ---- | --------------------------------- | -------------- | ----------------------------------------------------- | --- | ----------- |
| ۱۹۸۰ | استاد جوان                        | 帥弟出馬       | اژدها / استاد لونگ                                    | کارگردان فیلم کارگردان صحنه‌های اکشن                                                                                 | [ ۷ ] [ ۲ ] |
| ۱۹۸۰ | نزاع بزرگ                         | 殺手壕         | جری کوآن                                              | کارگردان صحنه‌های اکشن نخستین فیلم هالیوودی‌اش که در آن نقش اصلی را به‌عهده داشت.                                      | [ ۸ ] [ ۲ ] |
| ۱۹۸۰ | لب‌خوانی                           | 孖寶闖八關     | —                                                     | تهیه‌کننده فیلم | [ ۲ ]       |
| ۱۹۸۱ | مسیر کاننبال                      | 砲彈飛車       | رانندهٔ شماره ۱ سوبارو                                 | حضور افتخاری |             |
| ۱۹۸۱ | شکارچیان طلا                      | 老鼠街         | —                                                     | تهیه‌کننده فیلم | [ ۲ ]       |
| ۱۹۸۲ | ارباب اژدها                       | 龍少爺         | دراگون هو / لونگ                                      | کارگردان فیلم نویسنده کارگردان صحنه‌های اکشن                                                                         | [ ۹ ] [ ۲ ] |
| ۱۹۸۳ | مأموریت عجیب و غریب               | 迷你特攻隊     | سامی                                                  | |             |
| ۱۹۸۳ | کفتار بی‌باک، قسمت دوم             | 龍騰虎躍       | چان لونگ / استون                                      | این فیلم توسط لو وی کارگردانی شده و سرهم‌بندی کردن تعداد زیادی صحنه‌های کوتاه و متفاوت فیلم کفتار بی‌باک ساخته شده‌است. |             |
| ۱۹۸۳ | برندگان و گناهکاران               | 奇謀妙計五福星 | کارآگاه شمارهٔ ۷ دایرهٔ تحقیقات جنایی / پلیس شمارهٔ ۷۰۸۶ | |             |
| ۱۹۸۳ | پروژه آ                           | A計劃          | گروهبان دراگون ما یوئه لونگ                           | کارگردان فیلم نویسنده کارگردان صحنه‌های اکشن                                                                         | [ ۲ ]       |
| ۱۹۸۴ | رستوران سیار                      | 快餐車         | توماس                                                 | کارگردان صحنه‌های اکشن                                                                                               |             |
| ۱۹۸۴ | مسیر کاننبال ۲                    | 砲彈飛車۲      | —                                                     | |             |
| ۱۹۸۴ | پام پام                           | 神勇雙響炮     | پلیس موتورسیکلت‌سوار ۲                                 | حضور افتخاری |             |
| ۱۹۸۵ | داستان پلیس                       | 警察故事       | چان کا-کوئی / کوین چان                                | کارگردان فیلم نویسنده کارگردان صحنه‌های اکشن                                                                         | [ ۲ ]       |
| ۱۹۸۵ | برادر خوبم دودو (قلب اژدها)       | 龍的心         | تات فونگ / تد                                         | |             |
| ۱۹۸۵ | آذرخش نینجا                       | 至尊神偷       | —                                                     | حضور افتخاری |             |
| ۱۹۸۵ | نگهبان                            | 威龍猛探       | بیلی وانگ                                             | |             |
| ۱۹۸۵ | ستاره خوش‌شانس من                  | 福星高照       | ماسلز                                                 | |             |
| ۱۹۸۵ | چشمک بزن، چشمک بزن، ستاره شانس من | 夏日福星       | ماسلز                                                 | |             |
| ۱۹۸۶ | پسران شیطون                       | 扭計雜牌軍     | زندانی                                                | حضور افتخاری تهیه‌کننده                                                                                              | [ ۲ ]       |
| ۱۹۸۶ | شمشیر خدایان                      | 龍兄虎弟       | جکی کاندور / شاهین آسیایی                             | کارگردان فیلم | [ ۲ ]       |
| ۱۹۸۷ | پروژه آ بخش دوم                   | A計劃續集      | دراگون ما                                             | کارگردان فیلم نویسنده کارگردان صحنه‌های اکشن                                                                         | [ ۲ ]       |
| ۱۹۸۷ | آن شب دل‌انگیز                     | 良青花奔月     | —                                                     | تهیه‌کننده | [ ۲ ]       |
| ۱۹۸۸ | داستان پلیس ۲                     | 警察故事續集   | چان کا-کوئی / کوین                                    | کارگردان نویسنده | [ ۲ ]       |
| ۱۹۸۸ | همیشه اژدها                       | 飛龍猛將       | جکی لونگ                                              | برنامه‌ریز | [ ۲ ]       |
| ۱۹۸۸ | بازرسان دامن‌پوش                   | 霸王花         | —                                                     | تهیه‌کننده | [ ۲ ]       |
| ۱۹۸۸ | سرخ                               | 胭脂扣         | —                                                     | تهیه‌کننده | [ ۲ ]       |
| ۱۹۸۹ | معجزه                             | 奇蹟           | چارلی چنگ وا کو / کو چن وا                            | کارگردان فیلم نویسنده کارگردان صحنه‌های اکشن هماهنگ‌کننده صحنه‌های رزمی                                                | [ ۲ ]       |
| ۱۹۸۹ | بازرسان دامن‌پوش ۲                 | 神勇飛虎霸王花 | —                                                     | تهیه‌کننده | [ ۲ ]       |
| ۱۹۸۹ | متأسفم                            | 說謊的女人     | —                                                     | |             |

### دههٔ ۱۹۹۰
| سال  | عنوان                                      | عنوان اصلی                      | نقش                                        | توضیحات | منابع  |
| ---- | ------------------------------------------ | ------------------------------- | ------------------------------------------ | --- | ------ |
| ۱۹۹۰ | جزیره آتش                                  | 火燒島                          | استیو تانگ / دا چوئی                       | |        |
| ۱۹۹۰ | برادران یاغی                               | 最佳賊拍檔                      | —                                          | کارگردان صحنه‌های اکشن | [ ۲ ]  |
| ۱۹۹۰ | استیج دور جانی                             | 舞台姊妹                        | —                                          | تهیه‌کننده | [ ۲ ]  |
| ۱۹۹۰ | داستان کندی تاون                           | 西環的故事                      | —                                          | تهیه‌کننده | [ ۲ ]  |
| ۱۹۹۱ | جوانک تبتی                                 | 西藏小子                        | مسافر فرودگاه                              | حضور افتخاری |        |
| ۱۹۹۱ | شمشیر خدایان ۲: عملیات کاندور              | 飛鷹計劃                        | جکی کاندور                                 | کارگردان نویسنده تهیه‌کننده کارگردان صحنه‌های اکشن | [ ۲ ]  |
| ۱۹۹۱ | تکاور خشمگین                               | 火爆浪子                        | —                                          | تهیه‌کننده | [ ۲ ]  |
| ۱۹۹۱ | دیو و دلبر                                 | 美女與野獸                      | دیو                                        | جکی چان در نسخهٔ دوبله‌شدهٔ این کارتون به زبان ماندارین به‌جای «دیو» صداپیشگی کرده‌است.                                                                      |        |
| ۱۹۹۱ | جایگاه چشمگیر                              | 阮玲玉                          |                                            | |        |
| ۱۹۹۲ | داستان پلیس ۳: ابر پلیس                    | 警察故事III超級警察             | چان کا-کوئی / کوین                         | |        |
| ۱۹۹۲ | اژدهای دوقلو                               | 雙龍會                          | ما یائو / جان ما جان‌سخت / بومر             | کارگردان صحنه‌های اکشن | [ ۲ ]  |
| ۱۹۹۲ | تیراندازی                                  | 危險情人                        | —                                          | تهیه‌کننده | [ ۲ ]  |
| ۱۹۹۳ | سابقاً پلیس                                 | 超級計劃                        | بازپرس چان                                 | حضور افتخاری |        |
| ۱۹۹۳ | شکارچی شهر                                 | 城市獵人                        | ریو سائبا مشهور به مایکل مارتین شکارچی شهر | بر پایهٔ مانگای ژاپنی شکارچی شهر کارگردان صحنه‌های اکشن                                                                                                   | [ ۱۰ ] |
| ۱۹۹۳ | داستان جنایت                               | 重案組                          | بازرپرس اِدی چان                            | |        |
| ۱۹۹۳ | کین چان، نه ابله سینمایی                   | 陳健沒有傑克電影院              | —                                          | این یک مجموعه از قطعات فیلم‌های کوتاه محصول مشترک استرالیا، هنگ کنگ و ژاپن است. بخش هنگ کنگی فیلم را جکی چان تهیه کرده‌است و در آن یوئن بیائو بازی می‌کند. |        |
| ۱۹۹۴ | استاد مست ۲                                | 醉拳II                          | وانگ فی-هونگ                               | |        |
| ۱۹۹۵ | آذرخش                                      | 霹靂火                          | چان فو تو / آلفرد تونگ                     | کارگردان صحنه‌های اکشن | [ ۲ ]  |
| ۱۹۹۵ | جنجال در شهر                               | 紅番區                          | ما هان کیانگ                               | کارگردان صحنه‌های اکشن | [ ۲ ]  |
| ۱۹۹۶ | داستان پلیس ۴: اولین برخورد                | 警察故事IV之簡單任務            | چان کا-کوئی / جکی                          | کارگردان صحنه‌های اکشن | [ ۲ ]  |
| ۱۹۹۷ | آقای نازنین                                | 一個好人                        | جکی                                        | |        |
| ۱۹۹۸ | من کی هستم؟                                | 我是誰                          | جکی چان                                    | کارگردان نویسنده کارگردان صحنه‌های اکشن | [ ۲ ]  |
| ۱۹۹۸ | ساعت شلوغی                                 | 火拼時速                        | بازرس یانگ نائینگ لی                       | |        |
| ۱۹۹۸ | نبرد سخت                                   | 幻影特攻                        | —                                          | تهیه‌کننده | [ ۲ ]  |
| ۱۹۹۸ | فیلمی از آلن اسمیتی: بسوزان هالیوود بسوزان | 阿兰·斯密特电影：烧伤好莱坞烧伤 | در نقش خودش                                | حضور افتخاری |        |
| ۱۹۹۸ | مولان                                      | 花木蘭                          | سروان لی شانگ                              | صداپیشگی در نسخه‌های ماندارین و کانتونی |        |
| ۱۹۹۹ | سلطان کمدی                                 | 喜劇之王                        | بازیگر                                     | حضور افتخاری |        |
| ۱۹۹۹ | مبارز همه‌فن‌حریف                            | 玻璃樽                          | سی.ان. چان                                 | نویسنده تهیه‌کننده کارگردان صحنه‌های اکشن | [ ۲ ]  |
| ۱۹۹۹ | پلیس‌های جن-ایکس                            | 特警新人類                      | ماهی‌گیر                                    | حضور افتخاری |        |
| ۱۹۹۹ | دل اغواگر                                  | 心動                            | —                                          | |        |

### دههٔ ۲۰۰۰
| سال  | عنوان                | عنوان اصلی           | نقش                         | توضیحات                                 | منابع        |
| ---- | -------------------- | -------------------- | --------------------------- | --------------------------------------- | ------------ |
| ۲۰۰۰ | ظهر شانگهای          |                      | چون وانگ                    | تهیه‌کننده                               | [ ۲ ]        |
| ۲۰۰۰ | دراگون هیت           |                      | جکی چان                     |                                         |              |
| ۲۰۰۰ | پلیس‌های جن-وای       | 特警新人類۲          | —                           | مجری                                    | [ ۱۱ ]       |
| ۲۰۰۱ | جاسوس تصادفی         | 特務迷城             | باک یوئن                    | تهیه‌کننده                               | [ ۲ ]        |
| ۲۰۰۱ | ساعت شلوغی ۲         |                      | سربازرس یانگ نائینگ لی      |                                         | [ ۱۲ ]       |
| ۲۰۰۲ | تاکسیدو              |                      | جیمی تونگ                   |                                         | [ ۱۳ ]       |
| ۲۰۰۳ | شوالیه‌های شانگهای    |                      | چون وانگ                    | تهیه‌کننده کارگردان صحنه‌های اکشن         | [ ۱۴ ] [ ۲ ] |
| ۲۰۰۳ | جکی و خون‌آشامان      | 千機變               | جکی فونگ                    | حضور افتخاری                            |              |
| ۲۰۰۳ | مدالیون              | 飛龍再生             | ادی یانگ                    |                                         |              |
| ۲۰۰۴ | دور دنیا در ۸۰ روز   | 環遊世界八十天       | پاسپارتو / لائو شینگ        | تهیه‌کننده                               | [ ۲ ]        |
| ۲۰۰۴ | جکی و خون‌آشامان ۲    | 千機變 II – 花都大戰 | خدای اسلحه / ژنرال وای شینگ |                                         |              |
| ۲۰۰۴ | داستان جدید پلیس     | 新警察故事           | چان کئوک وینگ               | کارگردان صحنه‌های اکشن                   | [ ۱۵ ] [ ۲ ] |
| ۲۰۰۴ | ققنوس وارد می‌شود     | 大佬愛美麗           | آقای چان                    | حضور افتخاری                            |              |
| ۲۰۰۴ | راپسودی برنج         | 海南雞飯             | —                           | تهیه‌کننده اجرایی                        |              |
| ۲۰۰۵ | افسانه               | 神話                 | ژنرال منگ یی / جک           | کارگردان صحنه‌های اکشن                   | [ ۱۶ ] [ ۲ ] |
| ۲۰۰۵ | حسرت ابدی            | 長恨歌               | —                           | تهیه‌کننده                               | [ ۲ ]        |
| ۲۰۰۵ | خانه خشم             | 精武家庭             | —                           |                                         |              |
| ۲۰۰۶ | لله‌های اجباری        | 寶貝計劃             | فونگ کا هو / تانگز          | نویسنده تهیه‌کننده کارگردان صحنه‌های اکشن | [ ۱۷ ] [ ۲ ] |
| ۲۰۰۷ | ساعت شلوغی ۳         |                      | سربازرس یانگ نائینگ لی      |                                         | [ ۱۸ ]       |
| ۲۰۰۷ | خاطرات هوایی         | 飛行日志             | —                           | تهیه‌کننده                               | [ ۲ ]        |
| ۲۰۰۸ | پادشاهی ممنوعه       | 功夫之王             | لو یوآن / اولد هاپ          |                                         |              |
| ۲۰۰۸ | پاندای کونگ‌فوکار     | 功夫熊貓             | مستر مانکی                  | صداپیشه                                 |              |
| ۲۰۰۸ | فرار کن پدر، فرار کن | 一個好爸爸           | —                           |                                         |              |
| ۲۰۰۸ | ووشو                 | 武術之少年行         | —                           | تهیه‌کننده                               | [ ۲ ]        |
| ۲۰۰۹ | حادثه شینجوکو        | 新宿事件             | استیل‌هد                     |                                         |              |
| ۲۰۰۹ | در جستجوی جکی        | 尋找成龍             | جکی چان                     |                                         |              |
| ۲۰۰۹ | تأسیس جمهوری         | 建國大業             | حضور افتخاری                |                                         |              |

### دههٔ ۲۰۱۰
| سال  | عنوان                            | عنوان اصلی           | نقش                 | توضیحات                                                                            | منابع                |
| ---- | -------------------------------- | -------------------- | ------------------- | ---------------------------------------------------------------------------------- | -------------------- |
| ۲۰۱۰ | همسایه جاسوس                     | 鄰家特工             | باب هو              |                                                                                    | [ ۱۹ ] [ ۲۰ ]        |
| ۲۰۱۰ | بزرگ سرباز کوچک                  | 大兵小將             | بیگ سولجر           | تهیه‌کننده کارگیدان صحنه‌های اکشن مدید تهیه                                          | [ ۲ ]                |
| ۲۰۱۰ | بچه کاراته‌کار                    | 功夫夢               | آقای هان            |                                                                                    | [ ۲۱ ] [ ۲۲ ] [ ۲۳ ] |
| ۲۰۱۰ | تعطیلات پاندای کونگ‌فوکار         | 功夫熊猫假期特别     | مستر مانکی          | صداپیشگی                                                                           |                      |
| ۲۰۱۰ | افسانه پسرک ابریشمین             | 世博冠軍湖絲仔       | شو رونگ‌کان          | صداپیشگی                                                                           |                      |
| ۲۰۱۱ | شائولین                          | 新少林寺             | وو دائو             |                                                                                    |                      |
| ۲۰۱۱ | پاندای کونگ‌فوکار ۲               | 功夫熊貓۲            | مستر مانکی          | صداپیشگی                                                                           |                      |
| ۲۰۱۱ | ۱۹۱۱                             | 辛亥革命             | هوانگ سینگ          | کارگردان فیلم                                                                      | [ ۲ ]                |
| ۲۰۱۱ | افسانه زنان سلحشور               | 楊門女將             | —                   | فقط تهیه‌کننده                                                                      | [ ۲ ]                |
| ۲۰۱۲ | زودیاک چینی                      | 十二生肖             | شاهین آسیایی        | کارگردان نویسنده تهیه‌کننده فیلم‌بردار کارگردان هنری نورپردازی کارگردان صحنه‌های اکشن | [ ۲ ]                |
| ۲۰۱۳ | باورناپذیر                       | 令人难以置信         | آقای زد             | فیلم کوتاه                                                                         |                      |
| ۲۰۱۳ | خیاط سفارشی                      | 私人訂制             | —                   | حضور افتخاری                                                                       |                      |
| ۲۰۱۳ | داستان پلیس ۲۰۱۳                 | 警察故事۲۰۱۳         | کارآگاه ژونگ ون     | تهیه‌کننده اجرایی                                                                   | [ ۲۴ ] [ ۲ ]         |
| ۲۰۱۴ | هنگامی که چراغ خاموش می‌شود       | 救火英雄             | —                   | حضور افتخاری                                                                       | [ ۲۵ ]               |
| ۲۰۱۵ | شمشیر اژدها                      | 天將雄獅             | هو آن               | تهیه‌کننده کارگردان صحنه‌های رزمی                                                    | [ ۲ ]                |
| ۲۰۱۵ | من کی هستم ۲۰۱۵                  | 我是谁۲۰۱۵           | —                   | فقط تهیه‌کننده                                                                      | [ ۲۶ ]               |
| ۲۰۱۵ | مانکی کینگ: بازگشت قهرمان        | 西游记之大圣归来     | مانکی کینگ          | صداپیشگی                                                                           |                      |
| ۲۰۱۶ | پاندای کونگ‌فوکار ۳               | 功夫熊貓۳            | مَستر مانکی/لی شان   | Voice only مَستر مانکی در نسخهٔ انگلیسی فیلم لی شان در نسخهٔ چینی و هنگ کنگی فیلم     |                      |
| ۲۰۱۶ | مجرم‌یاب                          | 絕地逃亡             | بنی چان             | تهیه‌کننده کارگردان صحنه‌های رزمی                                                    | [ ۲۷ ] [ ۲۸ ] [ ۲ ]  |
| ۲۰۱۶ | استاد: یک فیلم کوتاه لگو نینجاگو | 主人：乐高忍者短     | استاد وو            | صداپیشه فیلم کوتاه                                                                 |                      |
| ۲۰۱۶ | ببرهای راه‌آهن                    | 铁道飞虎             | ما یوآن             |                                                                                    | [ ۲۹ ]               |
| ۲۰۱۷ | کونگ فو یوگا                     | 功夫瑜伽             | جک                  | کارگردان صحنه‌های رزمی                                                              | [ ۲ ]                |
| ۲۰۱۷ | عملیات آجیلی ۲: آجیلی اصل        | 坚果工作۲            | آقای فنگ            | صداپیشه                                                                            |                      |
| ۲۰۱۷ | فیلم لگو نینجاگو                 | 樂高旋風忍者電影     | آقای لیو / استاد وو | بازیگری و صداپیشگی                                                                 |                      |
| ۲۰۱۷ | بیگانه                           | 英倫對決             | نگوک مین کوآن       | و همچنین تهیه‌کنندهٔ فیلم                                                            | [ ۳۰ ]               |
| ۲۰۱۷ | فولاد خونین                      | 機器之血             | لین دانگ            | محصول مشترک چین و استرالیا تهیه‌کننده                                               | [ ۳۱ ]               |
| ۲۰۱۷ | نامیا                            | 解憂雜貨店           | نامیا               |                                                                                    |                      |
| ۲۰۱۹ | شوالیه سایه‌ها: میان یین و یانگ   | 神探蒲松龄之兰若仙踪 | پو سونگ لینگ        |                                                                                    |                      |
| ۲۰۱۹ | وی ۲: سفر به چین                 |                      | استاد               | محصول مشترک چین و روسیه                                                            |                      |
| ۲۰۱۹ | کوهنوردان                        | 攀登者               | یانگ گوآنگ          |                                                                                    | [ ۳۲ ]               |

### دههٔ ۲۰۲۰
| سال  | عنوان                   | عنوان اصلی    | نقش          | توضیحات                                    | منابع  |
| ---- | ----------------------- | ------------- | ------------ | ------------------------------------------ | ------ |
| ۲۰۲۰ | ونگارد                  | 急先锋        | تانگ هواتینگ | بازیگر ششمین همکاری جکی چان با استنلی تانگ | [ ۳۳ ] |
| ۲۰۲۰ | ویش دراگون              |               | خدای پیپا    | صدا و تهیه‌کننده                            |        |
| ۲۰۲۰ | دفترچهٔ خاطرات           | 我的日记      |              | نویسنده، تهیه‌کننده و کارگردان              |        |
| ۲۰۲۰ | پکن: وان جیو ژائو وو    | 北京·晚九朝五 |              | نخستین تجربهٔ کارگردانی جسی چان             |        |
| ۲۰۲۳ | ضربه پنهان              | 狂怒沙暴      | لواُ فِنگ      |                                            | [ ۳۴ ] |
| ۲۰۲۳ | سوار شو                 |               | لائو لو      |                                            |        |
| ۲۰۲۴ | یک افسانه               |               | پروفسور چن   |                                            | [ ۳۵ ] |
| ۲۰۲۴ | عملیات پاندا            |               | جکی          |                                            |        |
| ۲۰۲۵ | بچه کاراته‌کار: افسانه‌ها |               | آقای هان     |                                            |        |

## مستند
| سال  | عنوان                                        | عنوان اصلی                     | توضیحات                                                 | منابع         |
| ---- | -------------------------------------------- | ------------------------------ | ------------------------------------------------------- | ------------- |
| ۱۹۸۹ | شوی سینمایی بی‌نهایت عجیب                     | 令人难以置信的奇怪电影节的儿子 | قسمت ۱؛ ۲۲ سپتامبر ۱۹۸۹ (کانال ۴)                       | [ ۳۶ ] [ ۳۷ ] |
| ۱۹۹۰ | برترین فیلم‌های هنرهای رزمی                   | 金裝武術電影大全               |                                                         |               |
| ۱۹۹۶ | بیوگرافی: «جکی چان: از بدل‌کاری تا فوق‌ستارگی» | 传记：成龙：从特技人到超级巨星 | شبکه ای‌اندئی ۸ اکتبر ۱۹۹۶                               |               |
| ۱۹۹۸ | جکی چان: داستان زندگی من                     | 成龍的傳奇                     | کارگردان، تهیه‌کننده                                     |               |
| ۱۹۹۹ | جکی چان: بدل‌کاران من                         | 成龍：我的特技                 | کارگردان، تهیه‌کننده                                     |               |
| ۲۰۰۲ | هنر اکشن: هنرهای رزمی در فیلم‌ها              | 功夫片歲月                     |                                                         |               |
| ۲۰۰۳ | سینما هنگ کنگ: کونگ فو                       | 電影香江：功夫世家             |                                                         |               |
| ۲۰۰۳ | ردپای یک اژدها                               | 龍的深處：失落的拼圖           |                                                         |               |
| ۲۰۰۵ | به خانه برگرد گری گلیتر                      |                                | مستند تلویزیونی، حضور افتخاری (بی‌بی‌سی سه)               |               |
| ۲۰۰۶ | پادشاهان آسمانی                              | 四大天王                       | فیلم بلند، شبه‌مستند                                     |               |
| ۲۰۰۸ | گریزی گذرا به پکن                            |                                | مستندی دربارهٔ میزبانی پکن بازی‌های المپیک تابستانی ۲۰۰۸. |               |
| ۲۰۰۸ | اَبَـر شهرها: هنگ کنگ                          |                                | شبکه نشنال جئوگرافیک ۲۰ ژوئن ۲۰۰۸                       |               |
| ۲۰۱۸ | قهرمانان سبز جکی چان                         | 成龙环保英雄                   | ۱۸ آوریل ۲۰۱۸ (شبکه نشنال جئوگرافیک)                    |               |
| ۲۰۱۹ | شینگ گوانگ                                   |                                | ۲۶ سپتامبر ۲۰۱۹ (تلویزیون مرکزی چین)                    |               |

## تلویزیون

### اسکریپتد سریز
| سال       | عنوان                     | نقش                     | توضیحات                               | منابع         |
| --------- | ------------------------- | ----------------------- | ------------------------------------- | ------------- |
| ۱۹۹۶      | مارتین                    | خودش                    | ستارهٔ مهمان (فصل ۵, قسمت ۱۰ "اسکروج") |               |
| ۲۰۰۰–۲۰۰۵ | ماجراهای جکی چان          | خودش (بخش‌های لایو اکشن) | همچنین تهیه‌کننده اجرایی               | [ ۳۸ ] [ ۳۹ ] |
| ۲۰۰۹–۲۰۱۰ | فانتزی جکی چان            | خودش                    | همچنین تهیه‌کننده اجرایی               |               |
| ۲۰۱۷      | همه ماجراهای جدید جکی چان | خودش                    | همچنین تهیه‌کننده اجرایی               |               |

### ریالیتی شو
| سال  | عنوان     | شبکه    | توضیحات                                                                                              | منابع. |
| ---- | --------- | ------- | --- | ------ |
| ۲۰۰۸ | شاگرد     | بی‌تی‌وی  | مشهور به 龍的傳人 (شاگرد اژدها)                                                                      |        |
| ۲۰۱۳ | مرد دونده | اس‌بی‌اس  | قسمت ۱۳۵؛ مهمان ویژه (به‌همراه چوی سی-وان)، تیم قرمز یک چکمهٔ زرین دریافت داشت که به جکی چان تقدیم شد. | [ ۴۰ ] |
| ۲۰۱۳ | هپی کمپ   | اچ‌بی‌اس  | ۲۱ دسامبر ۲۰۱۳؛ میهمان برنامه (به همراه جینگ تیان، دینگ شنگ، لین شن، لی تای)                         |        |
| ۲۰۱۴ | هپی توگدر | کی‌بی‌اس۲ | مهمان برنامه (به همراه چوی سی-وان، جسیکا جونگ و نارشا)                                               | [ ۴۱ ] |